# 九十九島グループ
株式会社九十九島グループ（くじゅうくしまグループ、英文社名:Kujukushima Group Co.,Ltd）は、長崎県佐世保市に本社を置く製菓会社である。

## 概要
1948年（昭和23年）3月に長崎県佐世保市で菓子製造及び販売業を創業し、1949年（昭和24年）に通常の煎餅よりも砂糖の混合比率を高めた状態で型を使って焼くことが可能となる技術を開発した。
この技術を活かして、小麦の1.9倍の砂糖を入れた生地にピーナツを混ぜ合わせ、従来の煎餅では出せなかった甘みとピーナツの香りのある独特の煎餅を作ることが出来た。
この煎餅に散りばめられたピーナツを九十九島に見立てた『九十九島せんぺい』として発売し、
登録商標にも地名を取り込んで、
1952年（昭和27年）11月に九十九島せんぺい本舗に屋号を変更した。
会社自体は1972年（昭和47年）に寿製菓株式会社(現・寿スピリッツ株式会社)の子会社である株式会社コトブキ(のちに北陸寿となる)として設立され、2005年（平成17年）に経営不振により破綻した九十九島エスケイファーム他3社からなる旧九十九島グループから菓子の製造・販売事業を譲り受けた際、現在の社名となった経緯がある。事業の譲受価格は6億9000万円。
2013年よりフレンチトースト専門店『Ivorish』を福岡県に出店し、飲食業に進出。2018年には同社が運営する初の海外店舗となる「Ivorish台中店」を台湾・台中市に出店している。

## 沿革

### 九十九島せんぺい本舗 → 九十九島エスケイファーム（旧九十九島グループ）
- 1948年（昭和23年）3月 - 長崎県佐世保市で菓子製造及び販売業を創業し[2]。
- 1951年（昭和26年） - 『九十九島せんぺい』が誕生[広報 4]。
- 1953年（昭和28年） - 『九十九島せんぺい』の製法特許を取得[広報 4]。
- 1952年（昭和27年）11月 - 九十九島せんぺい本舗に屋号を変更[2]。
- 1955年（昭和30年） - 株式会社九十九島せんぺい本舗へ組織変更[6]。
- 1968年（昭和43年） - 佐世保市栄町で洋菓子店「赤い風船」をオープン。生クリームを使用したケーキを日本で初めて販売[広報 4]。
- 1969年（昭和44年） - エスケイ株式会社を設立[6]。
- 1970年（昭和45年） - 昭和天皇の行幸に際し、『九十九島せんぺい』を献上[広報 4]。
- 1976年（昭和51年） - 福岡県福岡市にて天神地下街の開業に合わせて「赤い風船 天神地下街店」をオープン[広報 4]。
- 1989年（平成元年） - 福岡県にて焼き菓子のセレクトショップ「アントルメ・ママン」をオープン[広報 5]。
- 1992年（平成4年） - 長崎県・ハウステンボス内に洋菓子店「タンテ・アニー」をオープン[広報 4]。
- 1995年（平成7年）
  - 株式会社九十九島せんぺい本舗とエスケイ株式会社が統合、株式会社九十九島エスケイファームへ社名変更[6]。
のちに関連会社3社(株式会社九十九島セールスアンドコマース、株式会社オフィスケイエルエム、株式会社サンアート企画)を加え、旧九十九島グループを形成。
  - ハウステンボスJR全日空ホテル（現・ホテルオークラJRハウステンボス）内にショッピングゾーン『グランマーケット』をオープン[広報 5]。
- 2001年（平成13年） - 大阪府に営業所を開設し、関西地区のテーマパークへの取り引きを開始[広報 5]。
- 2002年（平成14年） - 関東地区のテーマパークへの取引を開始[広報 5]。
- 2005年（平成17年） - 旧九十九島グループ4社が経営破綻[7]。菓子製造・販売事業を寿製菓株式会社へ譲渡。

### コトブキ → 九十九島グループ
- 1972年（昭和47年）4月11日 - 寿製菓株式会社の子会社として株式会社コトブキ(のちに株式会社北陸寿に社名変更)が設立。本社を石川県加賀市に置く。
- 2005年（平成17年）
  - 1月 - 旧九十九島グループ4社から菓子製造・販売事業を譲受、社名を株式会社九十九島グループに変更。同時に本社を現在の長崎県佐世保市に移す[広報 4][広報 6][広報 7][広報 3]。
  - 福岡・大丸福岡天神店に洋菓子店『ラ・ママン』をオープン[広報 5]。
- 2012年（平成24年） - 洋菓子店「NeufNeuf」(ヌフヌフ)のブランド展開を開始[広報 4]。
- 2013年（平成25年）
  - 福岡県・大名(福岡市)にフレンチトースト専門店「Ivorish」本店をオープン[広報 4]。
- 2014年（平成26年） - 福岡県・博多駅構内の商業施設デイトスに「NeufNeuf博多デイトス店」をオープン[広報 4]。
- 2016年（平成28年）11月7日 - 長崎の商業施設・アミュプラザ長崎内に洋菓子店「シュガーフ」をオープン[広報 8]。
- 2017年（平成29年） - 東京ソラマチにIvorishのスイーツギフトショップ「Ivorish東京ソラマチ」をオープン[広報 4]。
- 2018年（平成30年）
  - 6月14日 - 長崎空港に同社初の売店型店舗「#99 SWEETS AVENUE」をオープン[広報 4][広報 9]。
  - 10月11日 - 「NeufNeuf博多デイトス店」を、カスタードスイーツ専門店「I LOVE CUSTARD NEUFNEUF」としてリニューアルオープン[広報 4][広報 10]。
  - 12月12日 - 同社初の海外店舗となる「Ivorish台中店」を台湾の商業施設・三井アウトレットパーク台中港店内にオープン[広報 4][広報 11]。
- 2019年（令和元年）10月11日 - 博多駅構内にキャラメルスイーツ専門店「MISTER CARAMELIST」をオープン[広報 12]。

## 事業所
本社
長崎県佐世保市日宇町2566
佐世保営業所
長崎県佐世保市卸本町20-10
長崎営業所
長崎県長崎市出来大工町23
福岡事業所
福岡県福岡市中央区那の津3丁目13-6
新事業本部
東京都港区北青山1丁目2-7

### 工場所在地
日宇工場
長崎県佐世保市日宇町2566
黒髪工場
長崎県佐世保市黒髪町9-15
福岡工場
福岡県福岡市中央区那の津3丁目12-10

## ブランド
- 九十九島せんぺい本舗

主要商品である「九十九島せんぺい」を販売。店舗は長崎県佐世保市にある1店舗のみ(赤い風船の店舗も兼ねている)。
- ROKUMUSUBI(ロクムスビ)

上記九十九島せんぺいの贈答サービス。名前は「贈り物・祝儀」「縁起のいい六角形」を意味する「禄」(ろく)と「結び」を合わせた造語。九十九島せんぺいに書く文字をオーダーメイドで指定できる他、専用のパッケージやオリジナル掛け紙、熨斗を選ぶことができる。
- 赤い風船

チーズケーキを主とする菓子商品を販売。名前はアルベール・ラモリス監督によるフランスの同名短編映画にちなんでいる。ケーキの他にも焼き菓子『はなかご』を販売しており、上記九十九島せんぺい本舗との共同店を合わせ4店舗を展開。
- タンテ・アニー(Tante Annie)

赤い風船同様、チーズケーキを主とする菓子商品を販売。名前はオランダ語で「アニーおばさん」を意味し、「オランダ・ミデルブルグに住む、アニーというケーキ作りのうまい女性が開いた店」というコンセプトストーリーを持つ。ケーキの他にタルトやクッキーを販売。ハウステンボス内に店舗を置いている。
- Ivorish(アイボリッシュ)

フレンチトースト専門店であり、同社が運営する唯一の飲食店。店名はフレンチトーストの色である「Ivory」(アイボリー)と「Cherish」(チェリッシュ、"愛情をこめて大切にする"の意)を組み合わせた造語であり、フレンチトーストには独自に開発した専用のパンを使用している。この他にもクロックマダムやエッグベネディクト、モンテ・クリスト・サンドイッチといったメニューを提供している。国内外に7店舗を展開(2019年12月現在)。
- I LOVE CUSTARD NEUFNEUF(アイラブカスタード ヌフヌフ)

2018年10月11日に洋菓子店「NeufNeuf」(ヌフヌフ)のリブランディングにより、カスタードスイーツ専門店としてリニューアル。商業施設「デイトス」と福岡空港内に店舗を置いている(2019年12月現在)。リブランディング前は博多阪急にも出店していた。
- #99 SWEETS AVENUE(99スイーツアベニュー)

長崎空港内に所在する売店スタイルの店舗。
- MISTER CARAMELIST(ミスターキャラメリスト)

キャラメルを使ったスイーツを専門に販売。

### 過去に展開していたブランド
- アントルメ・ママン(Entremets maman)

福岡県に3店舗展開していた洋菓子店。「お母さんの手作り菓子」をコンセプトに、ヨーロッパの伝統菓子やオリジナルの菓子を販売していた。
- ラ・ママン(La maman)

大丸福岡天神店にて営業していた洋菓子店。原材料に北海道産の生クリームや熊本・阿蘇産のジャージー牛乳を使用した菓子を販売していた。
- シュガーフ(Sugarf)

アミュプラザ長崎に出店していた洋菓子店。店名そのものに「日本に砂糖文化を広めた妖精」の名前であるというコンセプトストーリーがあり、原材料に黒糖を使った菓子を販売していた。
- TORY人(とらいじん)

焼き菓子『ながさきカステララングドシャ』の販売時に使用していたブランド。名前は「渡来人」と「TRY(トライ)」を組み合わせた造語であり、『カステララングドシャ』は2019年現在でも、公式通販サイトにて販売されている。かつては端島（軍艦島）にちなんだ「軍艦島HISTORY」（竹炭を練り込んだ生地で焼き芋の餡を包んだまんじゅう）が販売されていた。

#### 広報資料・プレスリリースなど一次資料
1. ↑  グループ会社寿スピリッツ株式会社、2019年1月26日閲覧。
2. 1 2 3 4  会社概要会社サイト、2019年12月14日閲覧。
3. 1 2  新生！㈱九十九島グループ2月1日よりスタート 博多大丸に「ラ・ママン」2月2日にオープン! (PDF) 2005年1月31日、旧・寿製菓株式会社プレスリリース[リンク切れ]
4. 1 2 3 4 5 6 7 8 9 10 11 12 13 14  九十九島グループの歴史会社サイト、2019年1月26日閲覧。
5. 1 2 3 4 5  “九十九島の歴史”.   会社サイト. 2006年4月24日時点のオリジナルよりアーカイブ。2019年1月26日閲覧。
6. ↑  寿スピリッツ株式会社の有価証券報告書有報リーダー、2019年1月26日閲覧。[リンク切れ]
7. ↑  当社子会社による九十九島グループの営業の一部譲受けに関するお知らせ (PDF) (2002年12月27日、旧・寿製菓株式会社プレスリリース)[リンク切れ]
8. ↑  “砂糖(シュガー)がテーマのスイーツブランド「Sugarf(シュガーフ)」が“シュガーロード”始まりの地である長崎に誕生!”.   九十九島グループ (2016年12月1日). 2019年1月26日閲覧。
9. ↑  『長崎スイーツ手土産、新提案。「#99 SWEETS AVENUE (99スイーツアベニュー)」が長崎空港にオープン致します。』（プレスリリース）九十九島グループ、2018年6月6日。2019年1月28日閲覧。
10. ↑  『カスタードスイーツ専門店「I LOVE CUSTARD NEUFNEUF」誕生。福岡のスイーツショップ「ヌフヌフ」が10月1日リニューアルします。』（プレスリリース）九十九島グループ、2018年9月27日。2019年1月28日閲覧。
11. ↑  『☆ついにIvorishが海外進出☆【フレンチトースト専門店「Ivorish台中」2018年12月12日OPEN！】』（プレスリリース）九十九島グループ、2018年12月10日。2019年1月28日閲覧。
12. ↑  “"キャラメルと果実"のビタースイーツ専門店 「MISTER CARAMELIST(ミスターキャラメリスト)」 博多駅中央コンコースに10月11日(金)グランドオープン！”.   会社サイト (2019年10月11日). 2019年12月14日閲覧。[リンク切れ]
13. 1 2  店舗情報赤い風船、2019年1月28日閲覧。
14. ↑  ROKUMUSUBIについてROKUMUSUBI、2019年1月28日閲覧。
15. ↑  オリジナル掛け紙・熨斗ROKUMUSUBI、2019年1月28日閲覧。[リンク切れ]
16. ↑  赤い風船について赤い風船、2019年1月28日閲覧。
17. ↑  取り扱い商品赤い風船、2019年1月28日閲覧。
18. ↑  タンテ・アニー｜ブランド紹介会社サイト、2019年1月28日閲覧。
19. ↑  商品情報タンテ・アニー、2019年1月28日閲覧。
20. ↑  About - Story/ConceptIvorish、2019年1月28日閲覧。
21. ↑  Menu Ivorish福岡本店Ivorish、2019年1月28日閲覧。
22. ↑  About - Shop InfoIvorish、2019年12月14日閲覧。
23. ↑  店舗紹介 LOVE CUSTARD NEUFNEUF、2019年12月14日閲覧。
24. ↑  “店舗紹介”.   NeufNeuf. 2014年10月19日時点のオリジナルよりアーカイブ。2019年1月26日閲覧。
25. ↑  “アントルメ・ママン”.   会社サイト. 2006年2月7日時点のオリジナルよりアーカイブ。2019年1月26日閲覧。
26. ↑  “ラ・ママン”.   会社サイト. 2006年2月7日時点のオリジナルよりアーカイブ。2019年1月26日閲覧。
27. ↑  TORY人｜ブランド紹介会社サイト、2019年1月16日閲覧。[リンク切れ]
28. ↑  “長崎スイーツブランド「TORY人」より 長崎県の『軍艦島』にちなんだ銘菓を新発売!”.   PR TIMES (2015年10月1日). 2019年1月26日閲覧。